# Patrik Kolar
Patrik Martin Erik Kolar, född i Malmö, Skåne 17 maj 1979, är en svensk musiker (hammondorgel). Han är uppvuxen i Eskilstuna.
Han tog initiativet att starta det Eskilstunabaserade soul/funkbandet Patrik Kolar & His Funky Friends.
Han spelar, eller har spelat, med bland andra banden och artisterna Moneybrother, Weeping Willows, Florence Valentin, The Nocounts och The Hi-Winders. När Kolar var medlem av Club killers framträdde han med bland andra Kevin Rowland (Dexy's Midnight Runners), Mick Jones (The Clash), Robyn, Håkan Hellström, José González, Kajsa Grytt, Howlin' Pelle Almqvist (The Hives), Anna Maria Espinosa, Ane Brun, Plura (Eldkvarn), Titiyo och Ola Salo (The Ark).[källa behövs]
Han använde från 1999 en Hammond L100-orgel som huvudinstrument, men bytte sommaren 2005 till en Hammond B3.[källa behövs]
Han belönades med Platina- respektive Guldskivor för sina insatser på Moneybrother-albumen Pengabrorsan och Mount Pleasure.[källa behövs]
Han spelade 2014 orgel och piano på Weeping Willows julskiva Christmas Time Has Come.